# ليندا ميدالين
ليندا ميدالين (بالنرويجية: Linda Medalen‏) هي لاعبة كرة قدم نرويجية في مركز الهجوم ولدت في يوم 17 يونيو 1965 في مدينة ساندنيس في النرويج، تعتبر أكثر لاعبة كرة قدم تتويجاً في النرويج، أبرز إنجازاتها هو فوزها مع منتخب النرويج لكرة القدم للسيدات ببطولة كأس العالم لكرة القدم للسيدات 1995 التي أقيمت في السويد، كما فازت مع منتخبها بوصافة كأس العالم في سنة 1991، وفازت أيضاً بالميدالية البرونزية في دورة الألعاب الأولمبية الصيفية 1996 في أتلانتا، على صعيد الأندية لعبت مع نادي أسكر في النرويج كما إحترفت في اليابان مع نادي نيكو، ومع أن مركزها الرئيسي كان في الهجوم إلا أنه في نهاية مشوارها لعبت في قلب الدفاع، بعد اعتزالها في سنة 2007 عملت كضابظة شرطة، بعد ذلك قررت الدخول في السياسة وإنضمت إلى حزب المحافظين النرويجي وهي عضوة حالياً في مجلس بلدية أسكر، ميدالين هي سحاقية حيث إعترفت بذلك في يونيو 1999، وفي يونيو 2012 تزوجت من تروده فلان، يبلغ طولها 167 سم، وقد أنهت مسيرتها الكروية ب152 مباراة دولية ومسجلة ل62 هدف.

## روابط خارجية
- ليندا ميدالين على موقع IMDb (الإنجليزية)

- ليندا ميدالين على موقع الاتحاد الدولي (مؤرشف)  (الإنجليزية)
- ليندا ميدالين على موقع اتحاد النرويج (النرويجية)
- ليندا ميدالين على موقع قاعدة بيانات كرة القدم.إي يو (الإنجليزية)
- ليندا ميدالين على موقع Soccerway.com (الإنجليزية)
- ليندا ميدالين على موقع عالم كرة القدم.نت (الإنجليزية)
- ليندا ميدالين على موقع اللجنة الأولمبية الدولية (الإنجليزية)
- ليندا ميدالين على موقع أوليمبيديا (الإنجليزية)